# Burg Upgant
Burg Upgant ook wel "Ulferts Borg" genoemd is een steenhuis uit de middeleeuwen, gelegen in de plaats Upgant-Schott, in de gemeente Brookmerland (Nederlands: Broekmerland), in de landkreis Aurich, in Nedersaksen in Duitsland. Het is een van de oudste steenhuizen in Oost-Friesland.
Het gebouw is momenteel in gebruik als woonhuis en boerderij.